# Puerta del Arenal (Sevilla)

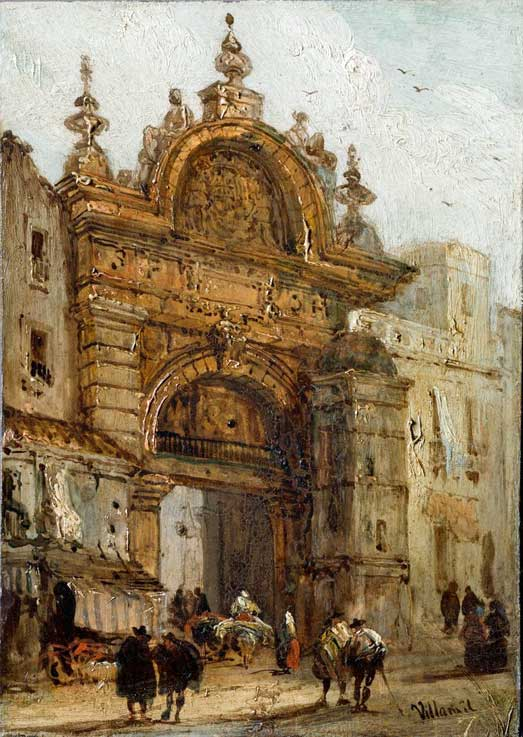
Puerta del Arenal (Sevilla) por Jenaro Pérez Villaamil, Museo Nacional del Prado

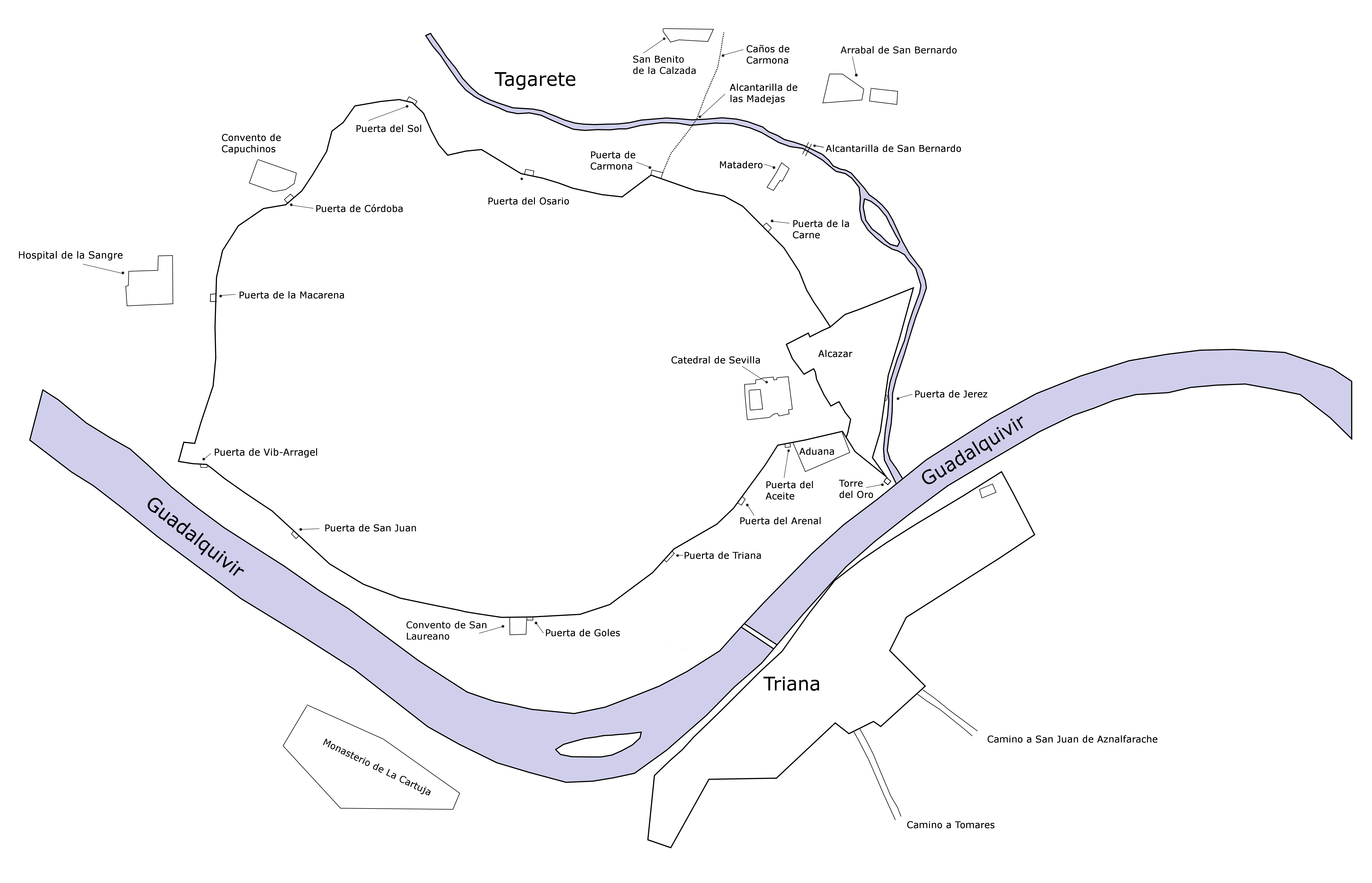
Mapa de Sevilla en el en el que se señala la ubicación de la Puerta del Arenal entre la Puerta del Aceite y la Puerta de Triana.

La Puerta del Arenal era una de las 19 puertas de la muralla de Sevilla, Andalucía, España. Fue demolida en el año 1864, se ubicaba en la actual calle García de Vinuesa.

## Historia
El origen de la construcción puede datarse en el siglo XII, es por lo tanto anterior a la conquista cristiana de Sevilla. Al estar situado muy próxima al río Guadalquivir sufría con frecuencia las consecuencias de las inundaciones provocadas por los desbordamientos del cauce.
Constituía el principal punto de comunicación entre el Puerto de Sevilla o Puerto de Indias y el centro de la ciudad. Debe su nombre al espacio de arena que rodeaba el cauce del Guadalquivir, conocido generalmente como El arenal. En sus cercanías se ubicaban en el siglo XVI numerosas tabernas y casas de juegos.
Dado que sus dimensiones eran reducidas para el importante comercio de Indias, en 1560 el asistente de la ciudad Francisco de Chacón dictó una serie de normas encaminadas a eliminar las construcciones aledañas que dificultaban el tráfico de mercancías. En 1566 fue reconstruida por orden del entonces asistente de Sevilla Francisco Zapata y Cisneros (Conde de Barajas), realizando el nuevo proyecto el arquitecto Hernán Ruiz II. Fue demolida en 1864 por orden del alcalde Juan José García de Vinuesa.